# Raphaël Haroche

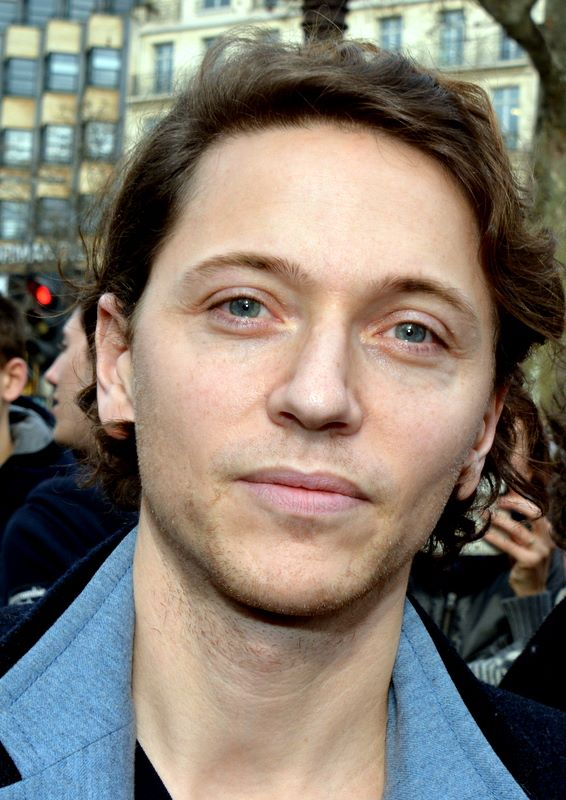
Raphaël Haroche (2016)

Raphaël Haroche (* 7. November 1975 in Boulogne-Billancourt) ist ein französischer Singer-Songwriter, der meist unter seinem Vornamen, Raphaël, auftritt.

## Leben und Laufbahn
Raphaël Haroche wurde als Sohn einer argentinischen Mutter und eines russischen Vaters geboren. Als Kind lernt er, Saxophon und Klavier zu spielen, später entdeckt er seine Leidenschaft für die Gitarre und komponiert seine ersten Lieder. Nach dem Abitur begann Haroche ein Jurastudium, brach es aber ab, um sich ganz der Musik zu widmen. In den folgenden drei Jahren begegnete er Caroline Manset, der Tochter Gérard Mansets, die seitdem seine Managerin ist. Er begann seine Bühnenlaufbahn im Vorprogramm der Künstlerin Vanessa Paradis.
Für sein erstes Album, Hôtel de l’Univers, das im Jahr 1999 erschien, bekam er von der Presse sehr gute Kritik. Obwohl sich der kommerzielle Erfolg zunächst in Grenzen hielt, wurde dieses Album als erster Schritt zu einer großen Karriere angesehen. Es folgte eine Tournee durch Frankreich. Sein zweites Album, La Réalité, fand auch beim Publikum Anerkennung. Mit über 160.000 verkauften Exemplaren war es kommerziell erfolgreich, die Veröffentlichung wurde von einer Frankreich-Tournee begleitet. Großen Respekt beim französischsprachigen Publikum brachte ihm Sur la route, ein Duett mit Jean-Louis Aubert.
Mit seinem dritten Album, Caravane, kam Raphaëls endgültiger Durchbruch: Es war das meistverkaufte inländische Album in Frankreich im Jahr 2006. Eine ausverkaufte Frankreich-Tournee, zahlreiche Auftritte in Fernsehen und Radio waren die Folge. Vom französischen Kulturministerium wurde Raphaël mit den Victoires de la Musique als Sänger des Jahres ausgezeichnet. Im Februar 2007 wurde sein Lied Et dans 150 ans bei dem Festival Les Enfoirés von zahlreichen namhaften Sängern gesungen. Für den Schweizer Musiker Stephan Eicher schrieb er den Song Rendez-vous, der auf dessen Album Eldorado zu hören ist.
Als Schriftsteller debütierte Raphaël 2017 mit einer Sammlung von Kurzgeschichten, Retourner à la mer, für die er im selben Jahr mit dem Prix Goncourt de la nouvelle ausgezeichnet wurde.
Raphaël Haroche lebt mit der Schauspielerin Mélanie Thierry, die im Video-Clip zum Lied Caravane zu sehen ist. Zusammen haben sie zwei Söhne (* 2008 und * 2013).

## Diskografie

### Alben
| Jahr | Titel                                            | Höchstplatzierung, Gesamtwochen, AuszeichnungChartplatzierungen (Jahr, Titel, Platzierungen, Wochen, Auszeichnungen, Anmerkungen) | Höchstplatzierung, Gesamtwochen, AuszeichnungChartplatzierungen (Jahr, Titel, Platzierungen, Wochen, Auszeichnungen, Anmerkungen) | Höchstplatzierung, Gesamtwochen, AuszeichnungChartplatzierungen (Jahr, Titel, Platzierungen, Wochen, Auszeichnungen, Anmerkungen) | Anmerkungen                              |
| Jahr | Titel                                            | FR | BEW | CH | Anmerkungen                              |
| ---- | ------------------------------------------------ | --- | --- | --- | ---------------------------------------- |
| 2000 | Hôtel de l’univers                               | FR107 Gold · (5 Wo.)FR | — | — | Erstveröffentlichung: 12. Oktober 2000   |
| 2003 | La réalité                                       | FR24 Platin · (81 Wo.)FR | BEW41 (14 Wo.)BEW | — | Erstveröffentlichung: 18. April 2003     |
| 2005 | Caravane                                         | FR1 Diamant · (105 Wo.)FR | BEW1 ×2Doppelplatin · (79 Wo.)BEW                                                                                                 | CH— PlatinCH | Erstveröffentlichung: 14. März 2005      |
| 2005 | Caravane / La réalité                            | FR89 (16 Wo.)FR | — | CH9 (79 Wo.)CH | Erstveröffentlichung: 18. September 2006 |
| 2006 | Resistance à la nuit – Live                      | FR3 Platin · (25 Wo.)FR | BEW1 (23 Wo.)BEW | CH26 (9 Wo.)CH | Erstveröffentlichung: 15. September 2006 |
| 2007 | Une nuit au Châtelet (Live)                      | FR43 (13 Wo.)FR | BEW31 (7 Wo.)BEW | CH84 (2 Wo.)CH | Erstveröffentlichung: 26. Februar 2007   |
| 2008 | Je sais que la terre est plate                   | FR1 ×3Dreifachplatin · (67 Wo.)FR                                                                                                 | BEW2 Gold · (37 Wo.)BEW | CH3 Gold · (17 Wo.)CH | Erstveröffentlichung: 17. März 2008      |
| 2010 | Pacific 231                                      | FR1 Platin · (17 Wo.)FR | BEW1 Gold · (24 Wo.)BEW | CH5 (8 Wo.)CH | Erstveröffentlichung: 20. September 2010 |
| 2011 | Live vu par Jacques Audiard                      | FR111 (3 Wo.)FR | BEW45 (6 Wo.)BEW | — | Erstveröffentlichung: 2. Dezember 2011   |
| 2012 | Super-Welter                                     | FR4 Gold · (10 Wo.)FR | BEW2 (21 Wo.)BEW | CH19 (3 Wo.)CH | Erstveröffentlichung: 22. Oktober 2012   |
| 2015 | Somnambules                                      | FR3 (21 Wo.)FR | BEW4 (27 Wo.)BEW | CH19 (7 Wo.)CH | Erstveröffentlichung: 20. April 2015     |
| 2015 | Solitude des latitudes – Raphaël revisite Manset | FR198 (1 Wo.)FR | BEW117 (4 Wo.)BEW | — | Erstveröffentlichung: 27. November 2015  |
| 2017 | Anticyclone                                      | FR9 (10 Wo.)FR | BEW5 (16 Wo.)BEW | CH14 (3 Wo.)CH | Erstveröffentlichung: 22. September 2017 |
| 2020 | Haute fidélité                                   | FR12 (5 Wo.)FR | BEW4 (10 Wo.)BEW | CH10 (2 Wo.)CH | Erstveröffentlichung: 27. November 2020  |
| 2024 | Une autre vie                                    | FR22 (4 Wo.)FR | BEW26 (4 Wo.)BEW | — | Erstveröffentlichung: 8. März 2024       |

### Singles
| Jahr | Titel Album                                       | Höchstplatzierung, Gesamtwochen, AuszeichnungChartplatzierungen (Jahr, Titel, Album, Platzierungen, Wochen, Auszeichnungen, Anmerkungen) | Höchstplatzierung, Gesamtwochen, AuszeichnungChartplatzierungen (Jahr, Titel, Album, Platzierungen, Wochen, Auszeichnungen, Anmerkungen) | Höchstplatzierung, Gesamtwochen, AuszeichnungChartplatzierungen (Jahr, Titel, Album, Platzierungen, Wochen, Auszeichnungen, Anmerkungen) | Anmerkungen                                             |
| Jahr | Titel Album                                       | FR | BEW | CH | Anmerkungen                                             |
| ---- | ------------------------------------------------- | --- | --- | --- | ------------------------------------------------------- |
| 2001 | Cela nous aurait suffi Hotel de l’univers         | FR87 (3 Wo.)FR | — | — |                                                         |
| 2003 | Sur la route La réalité                           | FR29 (21 Wo.)FR | BEW18 (22 Wo.)BEW | CH76 (7 Wo.)CH | Erstveröffentlichung: 5. Mai 2003 mit Jean-Louis Aubert |
| 2003 | Ô compagnons La réalité                           | FR76 (8 Wo.)FR | — | — | Erstveröffentlichung: 8. Dezember 2003                  |
| 2005 | Caravane                                          | FR4 Platin · (30 Wo.)FR | BEW2 (29 Wo.)BEW | CH27 (24 Wo.)CH | Erstveröffentlichung: 16. Mai 2005                      |
| 2005 | Ne partons pas fâchés Caravane                    | FR23 (19 Wo.)FR | BEW16 (11 Wo.)BEW | CH48 (15 Wo.)CH | Erstveröffentlichung: 3. Oktober 2005                   |
| 2006 | Et dans 150 ans Caravane                          | FR15 (18 Wo.)FR | BEW17 (13 Wo.)BEW | CH44 (14 Wo.)CH | Erstveröffentlichung: 27. Januar 2006                   |
| 2006 | Schengen Caravane                                 | FR39 (13 Wo.)FR | — | CH89 (7 Wo.)CH | Erstveröffentlichung: 26. Mai 2006                      |
| 2008 | Le vent de l’hiver Je sais que la terre est plate | FR14 (22 Wo.)FR | BEW3 (18 Wo.)BEW | CH78 (4 Wo.)CH | Erstveröffentlichung: 22. März 2008                     |
| 2008 | Je sais que la terre est plate                    | — | BEW38 (1 Wo.)BEW | — |                                                         |
| 2008 | Adieu Haïti Je sais que la terre est plate        | FR22 (21 Wo.)FR | BEW27 (4 Wo.)BEW | — | Erstveröffentlichung: 4. Juli 2008 feat. Toots          |
| 2010 | Bar de l’hôtel Pacific 231                        | — | BEW18 (8 Wo.)BEW | — | Erstveröffentlichung: 2. August 2010                    |
| 2012 | Manager Super-welter                              | FR94 (1 Wo.)FR | — | — | Erstveröffentlichung: 27. August 2012                   |
| 2015 | Somnambule Somnambules                            | FR50 (5 Wo.)FR | — | — | Erstveröffentlichung: 9. Februar 2015                   |
| 2015 | Maladie de cœur Somnambules                       | FR172 (1 Wo.)FR | — | — |                                                         |

Weitere Singles
- 2017: L’année la plus chaude de tous les temps

## Auszeichnungen für Musikverkäufe
| Platin-Schallplatte - Europa - 2006: für das Album Caravane - Frankreich - 2007: für das Videoalbum Live au zenith |

Anmerkung: Auszeichnungen in Ländern aus den Charttabellen bzw. Chartboxen sind in ebendiesen zu finden.
| Land/RegionAuszeichnungen für Musikverkäufe (Land/Region, Auszeichnungen, Verkäufe, Quellen) | Gold     | Platin       | Diamant  | Verkäufe    | Quellen                                                   |
| -------------------------------------------------------------------------------------------- | -------- | ------------ | -------- | ----------- | --------------------------------------------------------- |
| Belgien (BRMA)                                                                               | 2× Gold2 | 2× Platin2   | —        | 140.000     | ultratop.be                                               |
| Europa (IFPI)                                                                                | —        | Platin1      | —        | (1.000.000) | ifpi.org (Memento vom 1. Januar 2014 im Internet Archive) |
| Frankreich (SNEP)                                                                            | 2× Gold2 | 8× Platin8   | Diamant1 | 2.610.000   | infodisc.fr snepmusique.com                               |
| Schweiz (IFPI)                                                                               | Gold1    | Platin1      | —        | 45.000      | hitparade.ch                                              |
| Insgesamt                                                                                    | 5× Gold5 | 12× Platin12 | Diamant1 |             |                                                           |

## Künstlerauszeichnungen
2002 gewann Haroche bei den Victoires de la Musique die Auszeichnung als bester Newcomer des Jahres.
2006 erhielt Haroche drei Auszeichnungen:
- als bester männlicher Künstler des Jahres
- für das beste Album des Jahres
- für den besten Chanson des Jahres